# Macoviște (gmina Ciuchici)
Macoviște – wieś w Rumunii, w okręgu Caraș-Severin, w gminie Ciuchici. W 2011 roku liczyła 163 mieszkańców. 